# Minny Erfmann
Wilhelmina Elisabeth Veronica (Minny) Erfmann (Amsterdam, 21 maart 1900 – Amsterdam, 17 maart 1981) was een Nederlands actrice.

## Privéleven
Ze was dochter van acteursechtpaar Eberhard Erfmann en Wilhelmina Cornelia Sasbach. Ze was van 1937 tot 1951 getrouwd met toneelspeler Wim Caron. Ze woonde aan de Van Woustraat 19 te Amsterdam. Vier dagen voor haar eenentachtigste verjaardag brak er brand uit in Erfmanns huis, waarbij ze om het leven kwam. Ze werd begraven op Westerveld.

## Loopbaan
Erfmann debuteerde op jonge leeftijd op het toneel. Tussen 1916 en 1918 vervulde Erfmann bijrollen voor enkele stomme films van Filmfabriek Hollandia. In 1918 sloot ze zich aan bij NV Het Rotterdamsch Toneel van Van Eijsden en Frits Tartaud, waarmee ze Onze betere helft speelde in onder andere het Paleis voor Volksvlijt. In 1919 stond ze met dat gezelschap op de planken met Jeftha van Joost van den Vondel, medespeelster was onder andere Alida Tartaud-Klein, lerares van Minny’s moeder. In 1927 stond ze samen met onder meer haar moeder te spelen tijdens een openluchtvoorstelling van Het teken des kruises van Willson Barrett. In dat jaar speelde ze ook in Dokter Juci, tegenspelers waren onder andere Fien de la Mar  en Frits Bouwmeester jr.. In 1928 maakte ze deel uit van het Vereenigd Rotterdamsch-Hofstad Tooneel. In een andere productie van dat jaar speelde ze samen met haar oom Charles Gilhuys. Ze maakte rond 1931 deel uit van hoorspelspelers die exclusief voor de VARA werkte, collegae waren destijds Janny van Oogen, Adolf Bouwmeester, Kees Bakker en Huib Orizand. Ze was in die jaren ook veel op de radio te horen met voordrachten, declamaties en voorleesavonden (programma Voor arbeiders in de continubedrijven). In 1932 verliet ze het Vara-toneel; ze zou naar de Verenigde Staten vertrekken. In 1933 stond ze alweer in Amsterdam op de planken, nu met Het Nieuwe Tooneel. In oktober 1935 werd ze failliet verklaard. Midden jaren 30 keerde ze even terug naar de Nederlandse filmindustrie, ze acteerde in twee films. Tussen 1937 en 1939 verbleef ze in Nederlands-Indië, waar ze met het toneelgezelschap van Willem van der Veer rondtrok. Bij dit gezelschap hoorden ook haar echtgenoot Wim Caron en vanaf 1938 haar broer Ferry Erfmann.
In 1940 sloot ze zich bij het gezelschap De voortrekkers, dat gesteund werd door het Nederlands Verbond van Vakverenigingen (NVV). In de jaren 30 en 40 werkte ze ook voor Anton Verheyen bij het gezelschap De spelers van stad en lande, met onder andere Joke Busch, Tine Opscholtens, Karel Baars, Caro van Eyck en Paul Steenbergen. Met Busch werkte ze in 1941 en 1942 ook aan enkele hoorspelen. Na de Tweede Wereldoorlog werd ze door de Ereraad voor tien jaar geschorst vanwege optredens voor de nationaalsocialistische omroep.

## Filmografie[7]
Vermoedelijk speelde ze ook in Die Mann, der zweimal starb en König einer Nacht uit 1922.